# Mandela and Tambo
Mandela and Tambo var en juridisk byrå som drevs av Nelson Mandela och Oliver Tambo under apartheideran i Sydafrika. Byrån var den första i sitt slag som helt ägdes av svarta sydafrikaner och den enda sådana under apartheideran. Byrån stängdes då frihetskampen tog upp det mesta av de båda männens tid.